# Babacar Gueye
Babacar M’Baye Gueye (ur. 2 marca 1986 w Dakarze) – senegalski piłkarz grający na pozycji ofensywnego pomocnika lub napastnika w chińskim klubie Heilongjiang Lava Spring. Posiada także obywatelstwo francuskie.

## Kariera klubowa
Gueye jest wychowankiem Génération Foot z Dakaru. W młodym wieku wyjechał jednak do Francji i trafił do szkółki piłkarskiej FC Metz. W 2002 zaczął występować w rezerwach tego klubu, a w 2003 awansował do składu pierwszej drużyny. W Ligue 1 zadebiutował 2 sierpnia w przegranym 0:1 domowym meczu z AC Ajaccio. W pierwszym składzie Metz zaczął grać w sezonie 2004/2005 i pomógł mu w utrzymaniu w lidze. W 2006 Metz spadł jednak do Ligue 2. W sezonie 2006/2007 Gueye z 16 golami był najlepszym strzelcem zespołu i przyczynił się do zdobycia mistrzostwa drugiej ligi. W sezonie 2007/2008 w 26 spotkaniach strzelił 6 bramek, a Metz spadło do Ligue 2. W sezonie 2008/2009 był wypożyczony do CS Sedan.
W 2009 wyjechał do Niemiec i grał w Alemannii Aachen oraz FSV Frankfurt. W 2012 trafił do Chin. Najpierw grał w Shenzhen Ruby następnie w Xinjiang Tianshan Leopard, a w 2018 przeszedł do Heilongjiang Lava Spring.
| Sezon   | Klub                      | Kraj    | Rozgrywki             | Mecze | Bramki |
| ------- | ------------------------- | ------- | --------------------- | ----- | ------ |
| 2001/02 | Génération Foot           | Senegal | Championnat National  | ?     | ?      |
| 2002/03 | FC Metz B                 | Francja | CFA                   | 14    | 6      |
| 2003/04 | FC Metz B                 | Francja | CFA                   | 9     | 6      |
| 2003/04 | FC Metz                   | Francja | Ligue 1               | 22    | 1      |
| 2004/05 | FC Metz                   | Francja | Ligue 1               | 32    | 3      |
| 2005/06 | FC Metz                   | Francja | Ligue 1               | 22    | 3      |
| 2006/07 | FC Metz                   | Francja | Ligue 2               | 35    | 16     |
| 2007/08 | FC Metz                   | Francja | Ligue 1               | 26    | 6      |
| 2008/09 | FC Metz                   | Francja | Ligue 2               | 9     | 1      |
| 2008/09 | CS Sedan                  | Francja | Ligue 2               | 16    | 5      |
| 2009/10 | Alemannia Aachen          | Niemcy  | 2. Fußball-Bundesliga | 30    | 4      |
| 2010/11 | Alemannia Aachen          | Niemcy  | 2. Fußball-Bundesliga | 15    | 0      |
| 2011/12 | FSV Frankfurt             | Niemcy  | 2. Fußball-Bundesliga | 13    | 0      |
| 2012    | Shenzhen Ruby             | Chiny   | China League One      | 28    | 22     |
| 2013    | Shenzhen Ruby             | Chiny   | China League One      | 27    | 23     |
| 2014    | Shenzhen Ruby             | Chiny   | China League One      | 28    | 15     |
| 2015    | Shenzhen Ruby             | Chiny   | China League One      | 27    | 12     |
| 2016    | Shenzhen Ruby             | Chiny   | China League One      | 16    | 5      |
| 2017    | Xinjiang Tianshan Leopard | Chiny   | China League One      | 25    | 15     |
| 2018    | Heilongjiang Lava Spring  | Chiny   | China League One      |       |        |

## Kariera reprezentacyjna
W reprezentacji Senegalu Gueye zadebiutował 5 czerwca 2004 w wygranym 2:0 meczu z Kongiem, rozegranym w ramach kwalifikacji do Mistrzostw Świata w Niemczech. W 2008 został powołany przez Henryka Kasperczaka do kadry na Puchar Narodów Afryki 2008.